# Bzová
Bzová település Csehországban, a Berouni járásban. Bzová Líšná, Točník, Drozdov, Broumy és Březová településekkel határos. Lakosainak száma 461 fő (2024. január 1.).

## Népesség
A település lakosságának változását az alábbi diagram mutatja:
| Lakosok száma | 759  | 739  | 673  | 524  | 508  | 432  | 463  | 445  | 439  | 461  |
|               | 1869 | 1900 | 1921 | 1961 | 1980 | 2011 | 2016 | 2019 | 2021 | 2024 |